# Parc naturel régional du Doubs Horloger
Ne doit pas être confondu avec Parc naturel régional du Doubs.
Le parc naturel régional du Doubs Horloger est un parc naturel régional de l'Est de la France créé le 4 septembre 2021. Situé dans le département du Doubs en région Bourgogne-Franche-Comté, il s'étend le long de la frontière franco-suisse et jouxte le parc naturel régional du Doubs côté suisse.
Couvrant une superficie de 103 918 hectares au sein du massif du Jura, il compte quelques sommets d'altitude modérée tels que le mont Châteleu (1302 mètres), le Meix Musy (1287 mètres), le mont Vouillot (1160 mètres) ou le Faux Verger (985 mètres). Il intègre plusieurs unités paysagères dont la haute-vallée du Doubs, la vallée du Dessoubre, le val de Morteau et les plateaux de Maîche, Le Russey et Belleherbe.
Sa dénomination fait référence à l'activité majeure de cet espace géographique, berceau de l'horlogerie française située au cœur de l'arc jurassien franco-suisse dont les savoir-faire en mécanique horlogère ont été inscrits par l'Unesco sur la liste du patrimoine culturel immatériel de l'humanité en 2020.
La principale ville située au sein du parc est Morteau et les sites touristiques les plus importants sont le saut du Doubs, le cirque de Consolation et les Échelles de la Mort.

## Histoire

Logo du parc

Le projet d'un parc naturel dans cette zone géographique nait dans les années 1990, incluant des acteurs des deux côtés de la frontière franco-suisse au sein d'un groupe de réflexion dénommé « Groupe Doubs ».
Entre 2007 et 2009, une première étude préalable d'opportunité et de faisabilité est réalisée par la région Franche-Comté. Fin 2009, les conclusions de l'étude étant positives, la région confie au Pays Horloger le portage et la responsabilité d’élaboration d’un projet de développement.
De 2015 à 2018 sont élaborés de manière participative la Charte, le plan du parc et les documents de candidature.
L'enquête d’utilité publique se déroule entre le 21 octobre et le 21 novembre 2019. Elle permet de recueillir les avis des habitants dans chacune des 94 communes concernées.
À l'occasion du conseil de défense écologique qui se tient le 12 février 2020 à l'Élysée, la Ministre de la Transition écologique et solidaire Élisabeth Borne annonce la création de quatre nouveaux parcs naturels régionaux dont celui du Doubs Horloger.
Le 17 février 2020, le conseil départemental du Doubs approuve sans réserve et à l'unanimité la charte 2020-2035 du PNR.
Sa création, prévue pour le 1er janvier 2021, intervient finalement le 4 septembre 2021.

## Géographie

### Localisation
La superficie du parc naturel est de 1 039 km2, incluant le territoire de 94 communes situées dans l'est du département du Doubs dont il représente près de 20% de la superficie totale. Il est limitrophe de la Suisse (cantons du Jura et de Neuchâtel) et du parc naturel régional du Doubs. Il est situé à 30 km à l'est de Besançon, 20 km au sud de Montbéliard et à 14 km au nord-est de Pontarlier. Il s'étend sur près de 50 km d'est en ouest et du nord au sud. Situé au sein du massif du Jura, son altitude minimale est de 354 mètres à l'endroit où la rivière du Doubs quitte la commune de Dampjoux et son altitude maximale est de 1 302 mètres au mont Châteleu sur la commune de Grand'Combe-Châteleu.

### Paysages et reliefs
Selon l'atlas des paysages de Franche-Comté, le parc intègre six unités paysagères: le Premier plateau, le Second plateau, le Jura plissé, la vallée du Dessoubre, les gorges du Doubs et la bordure jurasienne.

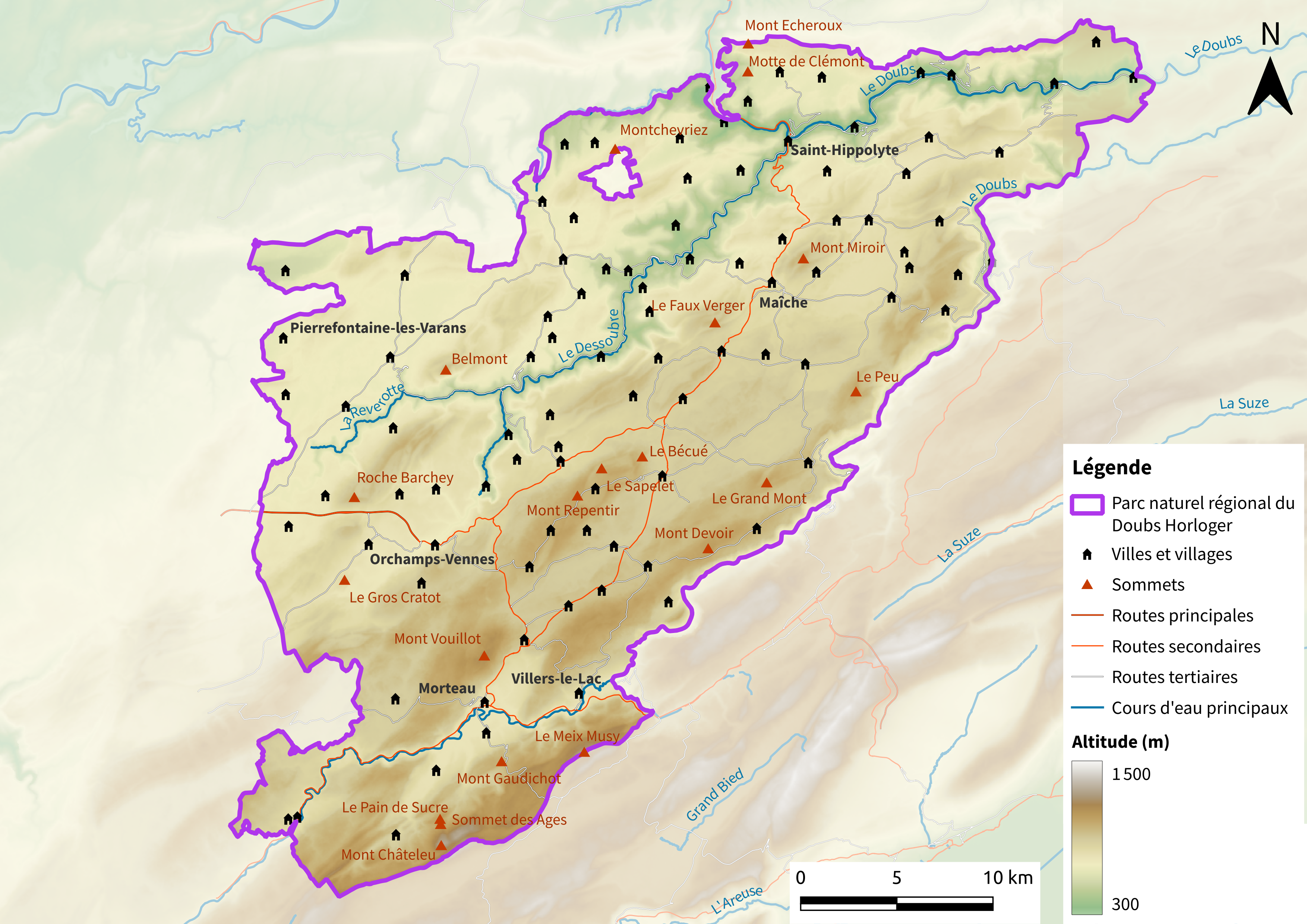
Relief et hydrographie du parc naturel du Doubs horloger.

#### Les gorges du Doubs
L'unité paysagère des gorges du Doubs forme une bande située à l'est et au nord-est du territoire du parc, faisant office de frontière naturelle entre la France et la Suisse sur plusieurs dizaines de kilomètres entre Villers-le-Lac et Indevillers.

#### La vallée du Dessoubre
L'unité paysagère de la vallée du Dessoubre, dont l'altitude varie de 400 mètres à 840 mètres à la Roche du Prêtre, constitue la jonction entre le premier et le second plateau.

#### Le premier plateau
Cette zone du parc correspond au territoire d'une vingtaine de communes situées à l'ouest et au nord-ouest du périmètre, de Flangebouche à Chamesol en passant par Pierrefontaine-les-Varans et Belleherbe. Elle est intégrée à la partie supérieure du Premier plateau, soit la partie la moins élevée du massif du Jura en France, et présente une altitude moyenne de 700 mètres. Quatre sous-unités paysagères se distinguent dans cet espace : le Plateau de Valdahon, le Plateau d'Orsans à Terres-de-chaux, le  Plateau d’Aissey-Sancey-Feule et le Plateau de Montécheroux-Chamesol.

#### Le second plateau
La majeure partie du parc, sa partie centrale, soit une cinquantaine de communes, intègre l'unité paysagère du Second plateau. Cette zone est partiellement enclavée entre les gorges du Doubs à l'est et la vallée du Dessoubre à l'ouest et son altitude varie de 703 mètres à 1 160 mètres au mont Vouillot.

#### Le Jura plissé des Grands Monts

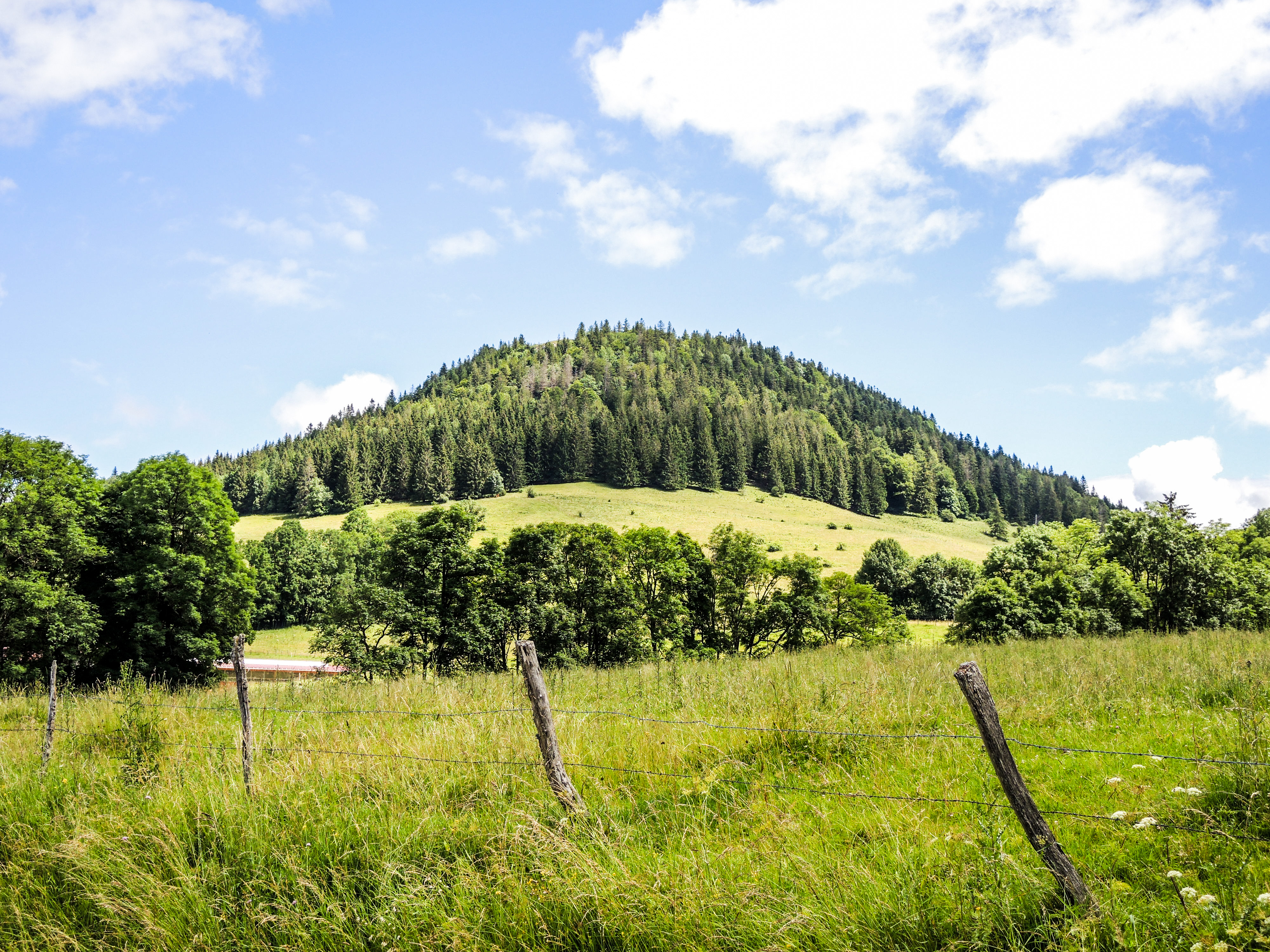
Le mont Châteleu

À l’extrémité sud du PNR, entre Ville-du-Pont et Villers-le-Lac, se trouve une structure anticlinale insérée entre le Doubs et le val de La Brévine côté suisse. Elle est dominée par le mont Châteleu, point culminant du parc naturel régional avec une altitude de 1 302 mètres. L'autre sommet important de cette zone est le Meix Musy qui culmine à 1 287 mètres. Les Gras, Grand'Combe-Châteleu, ainsi que les hameaux de Derrière le Mont (commune de Montlebon) et Le Chauffaud (Villers-le-Lac) sont les principales implantations humaines du secteur. Au nord de l'anticlinal, le col des Roches permet le passage entre la France et la Suisse.

#### La bordure jurassienne
À l'extrême nord du territoire du PNR, le paysage est marqué par la présence du Lomont, un massif en épine dorsale orienté est-ouest. Cette zone comprise dans la partie nord des communes de Montécheroux et Chamesol est dominée par le mont Écheroux qui culmine à 817 mètres et le fort du Lomont (835 mètres).

### Zones naturelles remarquables
Le PNR du Doubs Horloger intègre la majeure partie du site Natura 2000 des Vallées du Dessoubre, de la Réverotte et du Doubs.

### Climat
Le territoire du parc naturel régional du Doubs Horloger est sous l’influence d’un  climat  semi-continental, humide  en  toute  saison, caractérisé par des précipitations abondantes comprises entre 100 et 150 mm selon le mois et une température moyenne de -1 à 4°C durant les mois d'hiver et de 16 à 17°C en juillet et août.
| Mois                                  | jan.             | fév.             | mars             | avril            | mai             | juin            | jui.            | août            | sep.            | oct.             | nov.             | déc.             | année   |
| ------------------------------------- | ---------------- | ---------------- | ---------------- | ---------------- | --------------- | --------------- | --------------- | --------------- | --------------- | ---------------- | ---------------- | ---------------- | ------- |
| Température minimale moyenne (°C)     | −4,6             | −4,4             | −1,9             | 1,1              | 5,5             | 8,4             | 10,4            | 10,2            | 6,6             | 3,7              | −1,1             | −3,8             | 2,5     |
| Température moyenne (°C)              | −0,3             | 0,2              | 3                | 6,5              | 10,8            | 14,1            | 16              | 15,7            | 11,7            | 8,7              | 3,2              | 0,1              | 7,5     |
| Température maximale moyenne (°C)     | 4                | 4,8              | 7,9              | 11,9             | 16,2            | 19,8            | 21,5            | 21,3            | 16,7            | 13,7             | 7,5              | 4                | 12,5    |
| Record de froid (°C) date du record   | −24,1 25/01/2000 | −26,3 01/02/2003 | −26,8 01/03/2005 | −15,3 10/04/2005 | −5,1 06/05/2019 | −2 03/06/2006   | 2 17/07/2000    | −0,4 29/08/1998 | −3,1 30/09/1995 | −14,7 25/10/2003 | −20,2 27/11/2010 | −25,2 24/12/2001 |         |
| Record de chaleur (°C) date du record | 21 30/01/2002    | 20,1 24/02/2021  | 22,1 31/03/2021  | 25,6 28/04/2012  | 28,5 25/05/2009 | 33,8 26/06/2019 | 34,9 25/07/2019 | 34 13/08/2003   | 28,7 01/09/2009 | 28,6 07/10/2009  | 21,9 08/11/2015  | 17,8 20/12/2015  |         |
| Nombre de jours avec gel              | 24,1             | 22,8             | 19,5             | 11,4             | 1,8             | 0,3             | 0               | 0,1             | 0,9             | 5,2              | 16,9             | 22,9             | 125,9   |
| Précipitations (mm)                   | 101,4            | 98,6             | 112,4            | 107,7            | 138,1           | 113,6           | 138             | 148,5           | 130,4           | 132,3            | 120              | 129,6            | 1 470,6 |
| Nombre de jours avec précipitations   | 12,8             | 12,4             | 12,3             | 12,2             | 14,9            | 12,1            | 13,4            | 13,1            | 11,7            | 13,2             | 13,4             | 14,4             | 155,9   |

### Hydrographie
Deux cours d'eau principaux traversent le parc, le Doubs et son affluent le Dessoubre. Les cours d'eau secondaires sont le Théverot, la Rançonnière, la Reverotte et la Barbèche. Enfin, parmi les petits ruisseaux se trouvent le Pissoux, le ruisseau de Varin, le Bief de Vau, le Bief de la Vauclusotte et le Ruisseau de la Forge.
Débit moyen mensuel du Doubs (en m3/s) mesuré à la station hydrologique de Goumois
Débit moyen mensuel du Dessoubre (en m3/s) mesuré à la station hydrologique de Saint-Hippolyte
Cinq barrages hydroélectriques sont présents sur le parcours du Doubs au niveau du parc naturel, le barrage du Châtelot, La Goule, Grosbois, Le Refrain et Vaufrey.

## Économie

### Agriculture
L'activité agricole est très largement dominée par l'élevage laitier servant à la fabrication du Comté.

### Industrie horlogère
L'industrie horlogère, qui représente 1 000 emplois et 40 établissements sur le territoire du parc, contribue à 40 % du chiffre d'affaires de l'horlogerie française. Les principales marques présentes sont Pequignet et Yema à Morteau, Herbelin et Saint-Honoré à Charquemont.

## Population
Les cinq communes les plus peuplées, Morteau (6 935 habitants en 2017), Villers-le-Lac (4 985 habitants), Maîche (4 286 habitants), Les Fins (3 162 habitants) et Charquemont (2 668 habitants) représentent plus du tiers de la population du parc naturel.

## Fonctionnement du parc
Le parc est administré par un syndicat mixte dont le siège est situé aux Fontenelles. Le bureau syndical est composé de 29 membres dont 3 représentants de la région Bourgogne-Franche-Comté, 2 représentants du département du Doubs, 12 représentants des communes et 12 représentants des intercommunalités. Le premier président du parc naturel régional, élu en 2021, est Denis Leroux, par ailleurs maire de la commune de Grand’Combe des Bois.

### Périmètre

Localisation des communes du parc naturel du Doubs horloger et du parc naturel régional du Haut-Jura dans le département du Doubs.

Son périmètre comprend les 43 communes de la communauté de communes du Pays de Maîche, les 17 communes de la communauté de communes du Plateau du Russey, les 8 communes de la communauté de communes du Val de Morteau, 15 des 47 communes de la communauté de communes des Portes du Haut-Doubs, 10 des 27 communes de la communauté de communes du Pays de Sancey-Belleherbe et 2 des 16 communes de la communauté de communes de Montbenoît.
| Nom                          | Code Insee | Intercommunalité                     | Superficie (km2) | Population (dernière pop. légale) | Densité (hab./km2) |
| ---------------------------- | ---------- | ------------------------------------ | ---------------- | --------------------------------- | ------------------ |
| Battenans-Varin              | 25046      | CC du Pays de Maîche                 | 6,38             | 81 (2014)                         | 13                 |
| Belfays                      | 25049      | CC du Pays de Maîche                 | 3,20             | 137 (2014)                        | 43                 |
| Belleherbe                   | 25051      | CC du Pays de Sancey-Belleherbe      | 16,13            | 598 (2014)                        | 37                 |
| Bief                         | 25061      | CC du Pays de Maîche                 | 3,81             | 102 (2014)                        | 27                 |
| Bonnétage                    | 25074      | CC du Plateau du Russey              | 17,71            | 872 (2014)                        | 49                 |
| Bretonvillers                | 25095      | CC du Pays de Sancey-Belleherbe      | 13,66            | 275 (2014)                        | 20                 |
| Burnevillers                 | 25102      | CC du Pays de Maîche                 | 6,74             | 45 (2014)                         | 6,7                |
| Cernay-l'Église              | 25108      | CC du Pays de Maîche                 | 5,95             | 304 (2014)                        | 51                 |
| Chamesey                     | 25113      | CC du Pays de Sancey-Belleherbe      | 6,42             | 124 (2014)                        | 19                 |
| Chamesol                     | 25114      | CC du Pays de Maîche                 | 10,21            | 384 (2014)                        | 38                 |
| Charmauvillers               | 25124      | CC du Pays de Maîche                 | 10,47            | 264 (2014)                        | 25                 |
| Charmoille                   | 25125      | CC du Pays de Sancey-Belleherbe      | 10,14            | 334 (2014)                        | 33                 |
| Charquemont                  | 25127      | CC du Pays de Maîche                 | 21,44            | 2 599 (2014)                      | 121                |
| Consolation-Maisonnettes     | 25161      | CC des Portes du Haut-Doubs          | 4,31             | 32 (2014)                         | 7,4                |
| Cour-Saint-Maurice           | 25173      | CC du Pays de Maîche                 | 4,47             | 164 (2014)                        | 37                 |
| Courtefontaine               | 25174      | CC du Pays de Maîche                 | 7,70             | 244 (2014)                        | 32                 |
| Dampjoux                     | 25192      | CA Pays de Montbéliard Agglomération | 2,31             | 183 (2014)                        | 79                 |
| Damprichard                  | 25193      | CC du Pays de Maîche                 | 21,90            | 1 845 (2014)                      | 84                 |
| Domprel                      | 25203      | CC des Portes du Haut-Doubs          | 9,40             | 163 (2014)                        | 17                 |
| Les Écorces                  | 25213      | CC du Pays de Maîche                 | 9,51             | 706 (2014)                        | 74                 |
| Ferrières-le-Lac             | 25234      | CC du Pays de Maîche                 | 2,47             | 172 (2014)                        | 70                 |
| Fessevillers                 | 25238      | CC du Pays de Maîche                 | 6,16             | 160 (2014)                        | 26                 |
| Flangebouche                 | 25243      | CC des Portes du Haut-Doubs          | 23,27            | 737 (2014)                        | 32                 |
| Fleurey                      | 25244      | CC du Pays de Maîche                 | 8,04             | 90 (2014)                         | 11                 |
| Fournet-Blancheroche         | 25255      | CC du Pays de Maîche                 | 13,08            | 361 (2014)                        | 28                 |
| Fournets-Luisans             | 25288      | CC des Portes du Haut-Doubs          | 27,71            | 662 (2014)                        | 24                 |
| Frambouhans                  | 25256      | CC du Pays de Maîche                 | 10,10            | 869 (2014)                        | 86                 |
| Fuans                        | 25262      | CC des Portes du Haut-Doubs          | 11,10            | 486 (2014)                        | 44                 |
| Germéfontaine                | 25268      | CC des Portes du Haut-Doubs          | 11,16            | 133 (2014)                        | 12                 |
| Glère                        | 25275      | CC du Pays de Maîche                 | 15,93            | 221 (2014)                        | 14                 |
| Goumois                      | 25280      | CC du Pays de Maîche                 | 5,83             | 172 (2014)                        | 30                 |
| Grand'Combe-des-Bois         | 25286      | CC du Plateau du Russey              | 11,87            | 137 (2014)                        | 12                 |
| Grand'Combe-Châteleu         | 25285      | CC du Val de Morteau                 | 21,46            | 1 464 (2014)                      | 68                 |
| Guyans-Vennes                | 25301      | CC des Portes du Haut-Doubs          | 19,67            | 807 (2014)                        | 41                 |
| Indevillers                  | 25314      | CC du Pays de Maîche                 | 22,81            | 230 (2014)                        | 10                 |
| La Bosse                     | 25077      | CC du Plateau du Russey              | 5,13             | 75 (2014)                         | 15                 |
| La Chenalotte                | 25148      | CC du Plateau du Russey              | 4,88             | 464 (2014)                        | 95                 |
| La Grange                    | 25290      | CC du Pays de Sancey-Belleherbe      | 6,16             | 91 (2014)                         | 15                 |
| La Longeville                | 25347      | CC de Montbenoît                     | 15,66            | 758 (2014)                        | 48                 |
| La Sommette                  | 25550      | CC des Portes du Haut-Doubs          | 7,37             | 226 (2014)                        | 31                 |
| Landresse                    | 25325      | CC des Portes du Haut-Doubs          | 14,43            | 232 (2014)                        | 16                 |
| Laval-le-Prieuré             | 25329      | CC du Plateau du Russey              | 5,29             | 34 (2014)                         | 6,4                |
| Laviron                      | 25333      | CC des Portes du Haut-Doubs          | 19,92            | 342 (2014)                        | 17                 |
| Le Barboux                   | 25042      | CC du Plateau du Russey              | 11,26            | 250 (2014)                        | 22                 |
| Le Bélieu                    | 25050      | CC du Val de Morteau                 | 10,72            | 401 (2014)                        | 37                 |
| Le Bizot                     | 25062      | CC du Plateau du Russey              | 7,85             | 292 (2014)                        | 37                 |
| Le Luhier                    | 25351      | CC du Plateau du Russey              | 5,21             | 202 (2014)                        | 39                 |
| Le Mémont                    | 25373      | CC du Plateau du Russey              | 3,16             | 40 (2014)                         | 13                 |
| Le Russey                    | 25512      | CC du Plateau du Russey              | 24,17            | 2 256 (2014)                      | 93                 |
| Les Bréseux                  | 25091      | CC du Pays de Maîche                 | 7,37             | 481 (2014)                        | 65                 |
| Les Combes                   | 25160      | CC du Val de Morteau                 | 17,58            | 731 (2014)                        | 42                 |
| Les Fins                     | 25240      | CC du Val de Morteau                 | 25,39            | 3 035 (2014)                      | 120                |
| Les Fontenelles              | 25248      | CC du Plateau du Russey              | 8,38             | 558 (2014)                        | 67                 |
| Les Gras                     | 25296      | CC du Val de Morteau                 | 14,99            | 807 (2014)                        | 54                 |
| Les Plains-et-Grands-Essarts | 25458      | CC du Pays de Maîche                 | 10,35            | 225 (2014)                        | 22                 |
| Les Terres-de-Chaux          | 25138      | CC du Pays de Maîche                 | 14,49            | 145 (2014)                        | 10                 |
| Liebvillers                  | 25335      | CC du Pays de Maîche                 | 3,03             | 167 (2014)                        | 55                 |
| Longevelle-lès-Russey        | 25344      | CC du Pays de Sancey-Belleherbe      | 2,56             | 40 (2014)                         | 16                 |
| Loray                        | 25349      | CC des Portes du Haut-Doubs          | 14,39            | 487 (2014)                        | 34                 |
| Maîche                       | 25356      | CC du Pays de Maîche                 | 17,42            | 4 233 (2014)                      | 243                |
| Mancenans-Lizerne            | 25366      | CC du Pays de Maîche                 | 6,09             | 188 (2014)                        | 31                 |
| Montancy                     | 25386      | CC du Pays de Maîche                 | 8,86             | 148 (2014)                        | 17                 |
| Montandon                    | 25387      | CC du Pays de Maîche                 | 12,71            | 403 (2014)                        | 32                 |
| Montbéliardot                | 25389      | CC du Plateau du Russey              | 3,80             | 114 (2014)                        | 30                 |
| Mont-de-Laval                | 25391      | CC du Plateau du Russey              | 8,44             | 176 (2014)                        | 21                 |
| Mont-de-Vougney              | 25392      | CC du Pays de Maîche                 | 7,03             | 170 (2014)                        | 24                 |
| Montécheroux                 | 25393      | CC du Pays de Maîche                 | 13,13            | 592 (2014)                        | 45                 |
| Montjoie-le-Château          | 25402      | CC du Pays de Maîche                 | 5,39             | 31 (2014)                         | 5,8                |
| Montlebon                    | 25403      | CC du Val de Morteau                 | 27,27            | 2 010 (2014)                      | 74                 |
| Morteau                      | 25411      | CC du Val de Morteau                 | 14,11            | 6 827 (2014)                      | 484                |
| Narbief                      | 25421      | CC du Plateau du Russey              | 3,47             | 67 (2014)                         | 19                 |
| Noël-Cerneux                 | 25425      | CC du Plateau du Russey              | 6,36             | 397 (2014)                        | 62                 |
| Orchamps-Vennes              | 25432      | CC des Portes du Haut-Doubs          | 24,79            | 2 047 (2014)                      | 83                 |
| Orgeans-Blanchefontaine      | 25433      | CC du Pays de Maîche                 | 4,83             | 52 (2014)                         | 11                 |
| Péseux                       | 25449      | CC du Pays de Sancey-Belleherbe      | 6,63             | 106 (2014)                        | 16                 |
| Pierrefontaine-les-Varans    | 25453      | CC des Portes du Haut-Doubs          | 28,90            | 1 404 (2014)                      | 49                 |
| Plaimbois-du-Miroir          | 25456      | CC du Plateau du Russey              | 11,71            | 234 (2014)                        | 20                 |
| Plaimbois-Vennes             | 25457      | CC des Portes du Haut-Doubs          | 10,80            | 99 (2014)                         | 9,2                |
| Provenchère                  | 25471      | CC du Pays de Sancey-Belleherbe      | 6,97             | 133 (2014)                        | 19                 |
| Rosières-sur-Barbèche        | 25503      | CC du Pays de Sancey-Belleherbe      | 5,31             | 118 (2014)                        | 22                 |
| Rosureux                     | 25504      | CC du Pays de Maîche                 | 6,14             | 78 (2014)                         | 13                 |
| Saint-Hippolyte              | 25519      | CC du Pays de Maîche                 | 11,01            | 909 (2014)                        | 83                 |
| Saint-Julien-lès-Russey      | 25522      | CC du Plateau du Russey              | 10,01            | 154 (2014)                        | 15                 |
| Soulce-Cernay                | 25551      | CC du Pays de Maîche                 | 8,55             | 120 (2014)                        | 14                 |
| Thiébouhans                  | 25559      | CC du Pays de Maîche                 | 5,81             | 243 (2014)                        | 42                 |
| Trévillers                   | 25571      | CC du Pays de Maîche                 | 10,74            | 480 (2014)                        | 45                 |
| Urtière                      | 25573      | CC du Pays de Maîche                 | 2,15             | 6 (2014)                          | 2,8                |
| Valoreille                   | 25584      | CC du Pays de Maîche                 | 7,58             | 128 (2014)                        | 17                 |
| Vaucluse                     | 25588      | CC du Pays de Maîche                 | 5,01             | 117 (2014)                        | 23                 |
| Vauclusotte                  | 25589      | CC du Pays de Maîche                 | 7,62             | 98 (2014)                         | 13                 |
| Vaufrey                      | 25591      | CC du Pays de Maîche                 | 9,37             | 157 (2014)                        | 17                 |
| Vennes                       | 25600      | CC des Portes du Haut-Doubs          | 7,31             | 148 (2014)                        | 20                 |
| Ville-du-Pont                | 25620      | CC de Montbenoît                     | 15,02            | 303 (2014)                        | 20                 |
| Villers-le-Lac               | 25321      | CC du Val de Morteau                 | 30,17            | 4 750 (2014)                      | 157                |

## Milieu naturel

### Flore

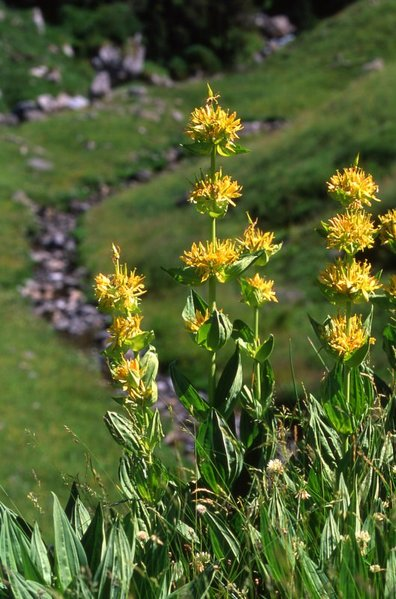
Gentiane jaune
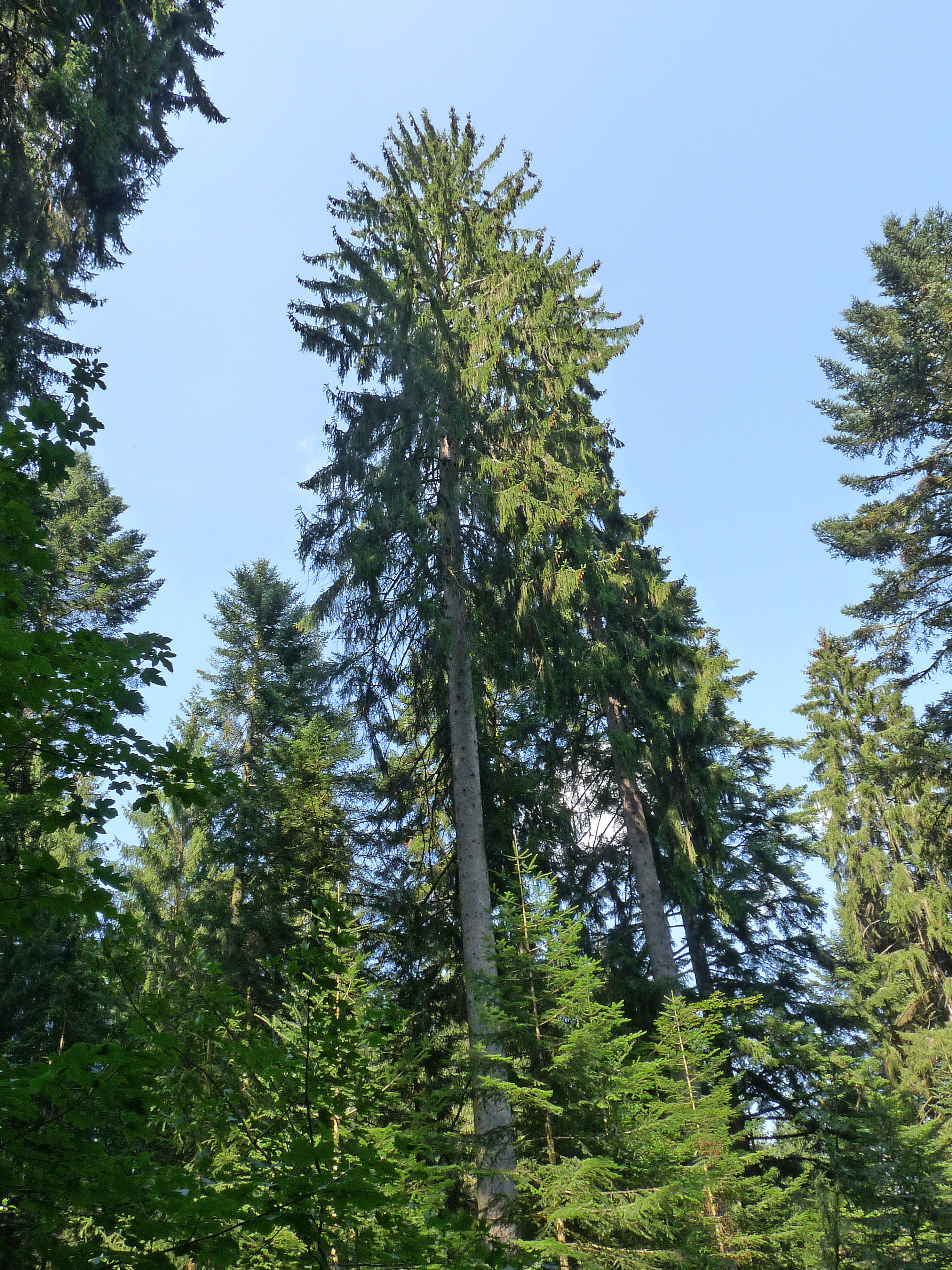
Épicéa

### Faune

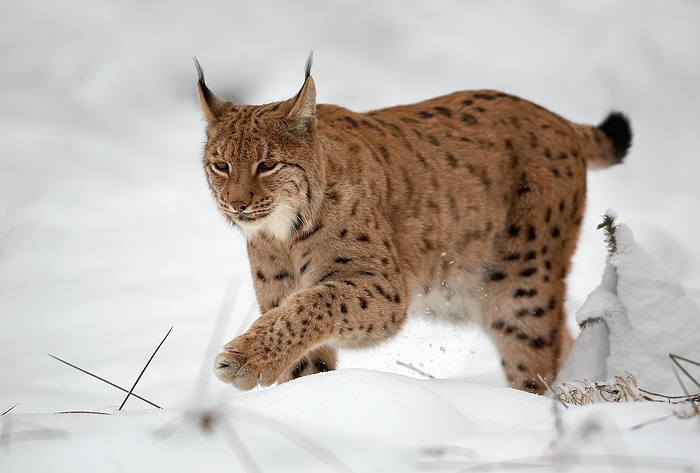
Lynx boréal
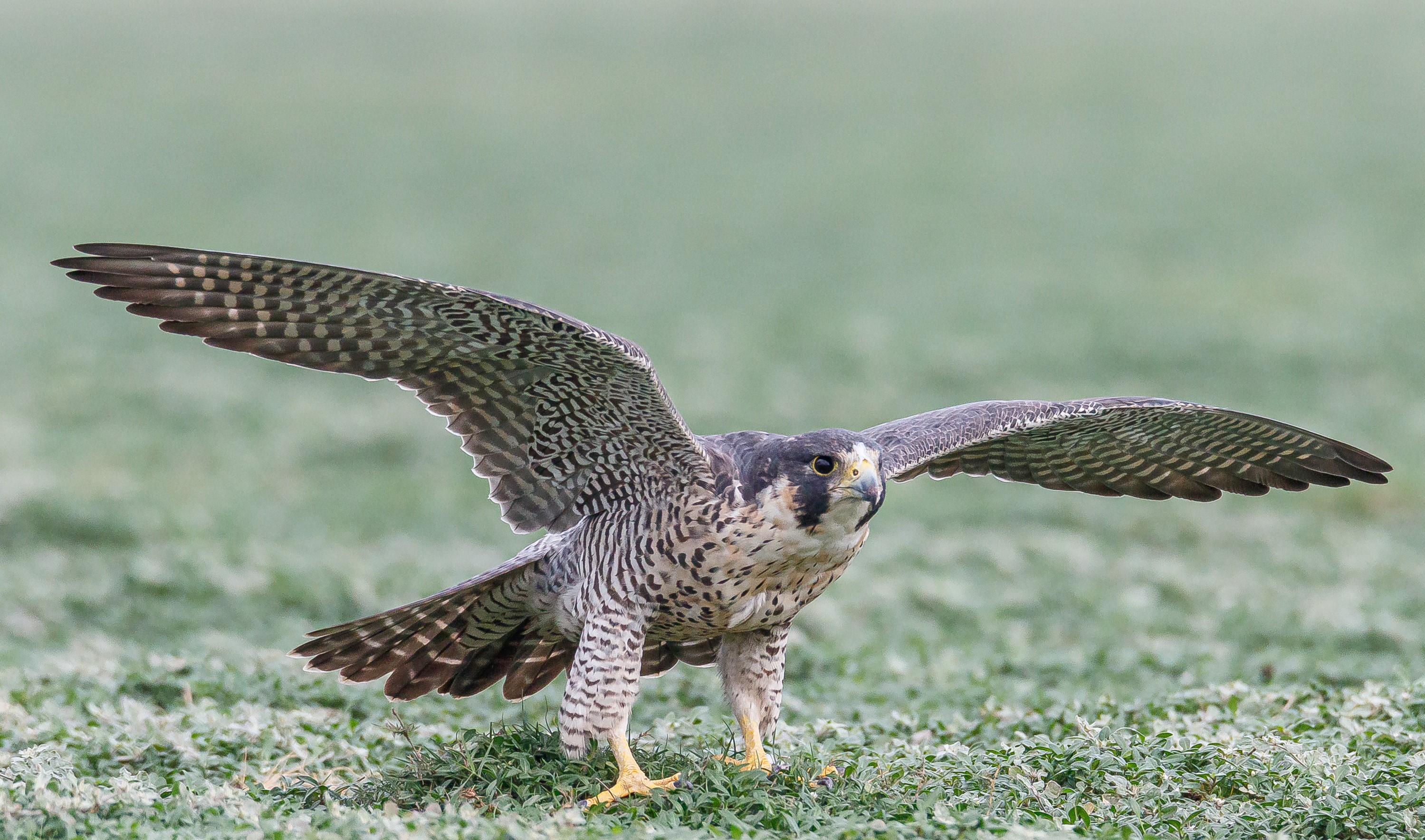
Faucon pèlerin
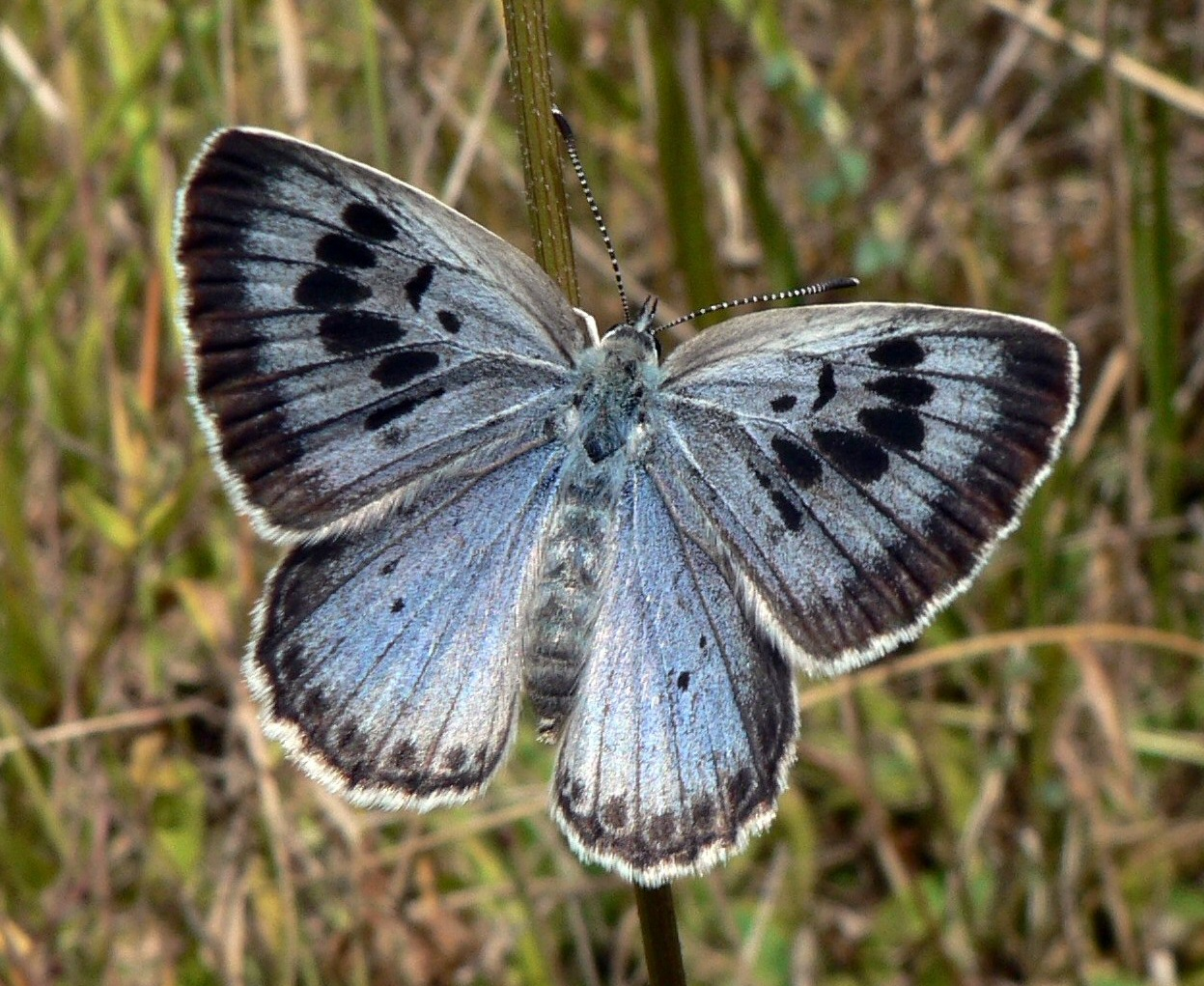
Azuré du serpolet
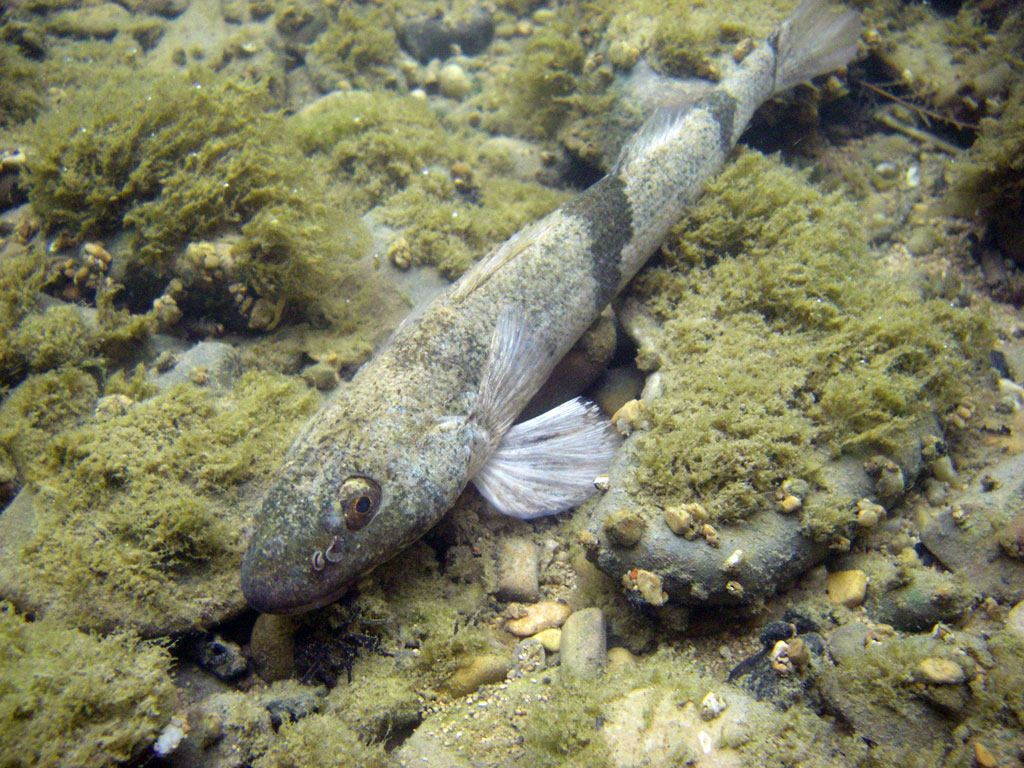
Apron
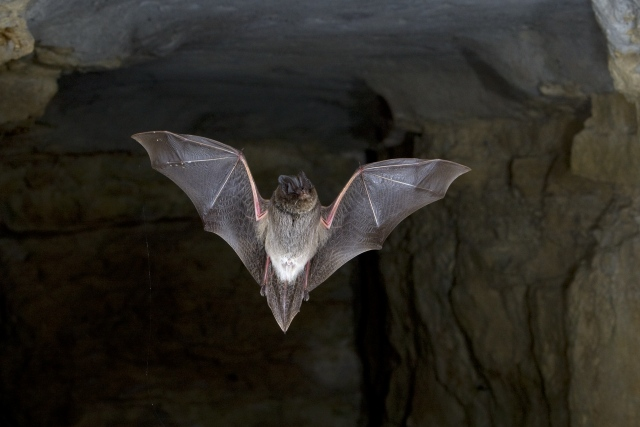
Barbastelle d'Europe

Le territoire du parc est favorable aux mammifères terrestres nécessitant de vastes espaces, que ce soient de grands carnivores tels que le lynx, le chat forestier et le renard ou de grands herbivores comme le chevreuil, le chamois et le cerf. Du fait de la géologie du parc qui présente de nombreuses cavités, la présence de chiroptères est très importante avec 28 espèces représentées parmi les 33 espèces recensées en France : les plus emblématiques sont le Minioptère de Schreibers, le Grand rhinolophe, le Petit rhinolophe, le Grand murin, le Petit murin, le Rhinolophe euryale, le Vespertilion de Bechstein, le Vespertilion à oreilles échancrées et la Barbastelle d’Europe. Concernant les oiseaux, les prairies abritent deux espèces en déclin, le Tarier des prés et la Pie-grièche grise tandis que les espaces forestiers accueillent la Gelinotte des bois, le Pic cendré, la Chouette de Tengmalm et la Bondrée apivore. Le milan royal est présent sur les zones mixtes de forêts et prairies, et, au niveau des escarpements rocheux et des falaises ont été recensés le hibou Grand duc et le Faucon pèlerin. Des espèces remarquables de papillons profitent de la présence de milieux humides et de praires naturelles, telles que la Bacchante, le Fadet des tourbières, le Solitaire, le Nacré de la canneberge, l’Azuré du serpolet, le Cuivré de la bistorte, l’Azuré de la croisette, le Nacré prophyrin et le Mélibée. Les eaux du Doubs et du Dessoubre étant relativement polluées, la qualité piscicole est bien inférieure au potentiel de ces cours d'eau avec notamment une régression des truites, ombres, chabots, loches et vairons : on y trouve toutefois des espèces emblématiques comme le blageon, la lamproie de Planer et le toxostome, et l'apron.

## Culture et patrimoine

### Architecture

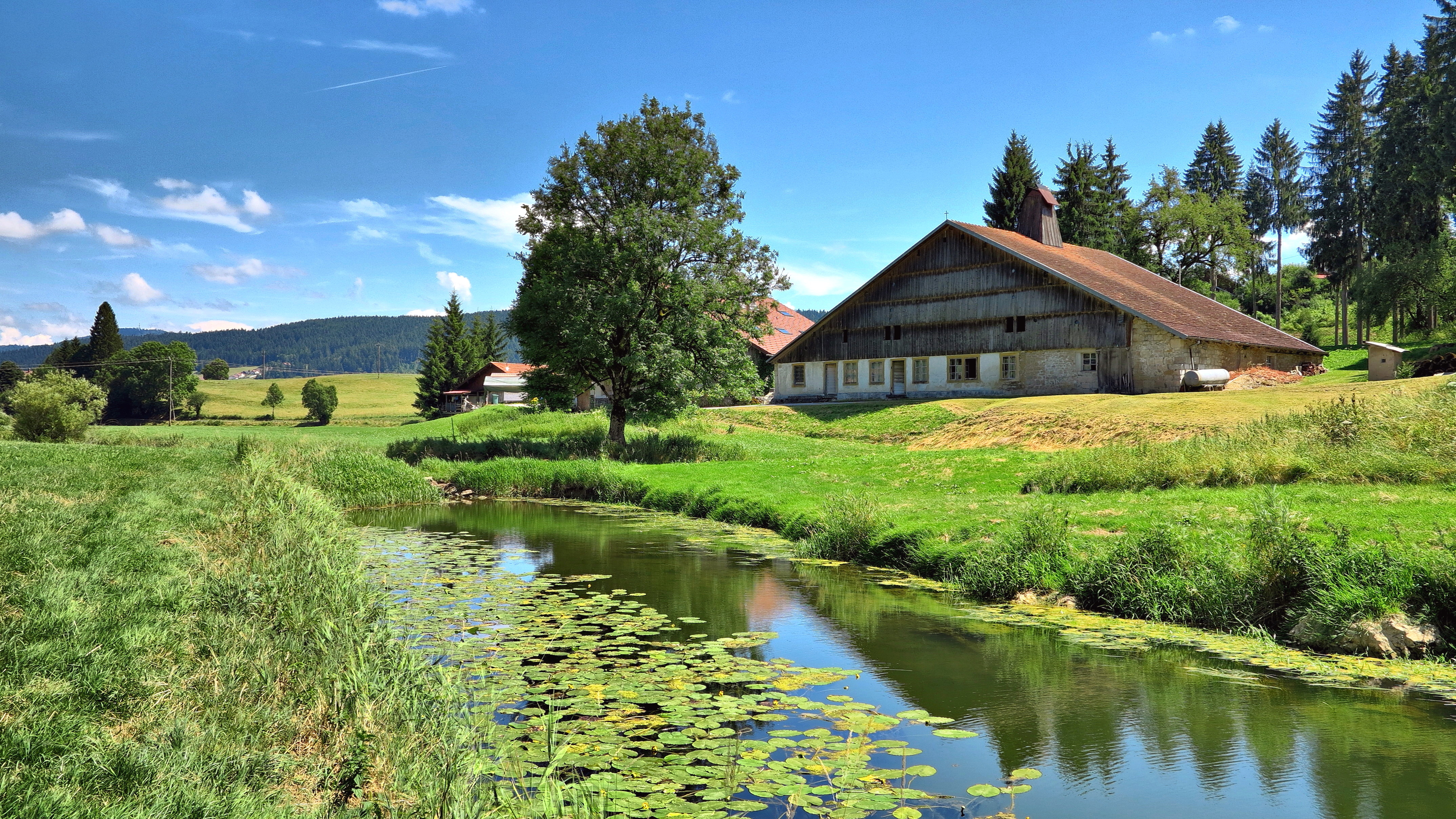
Ferme comtoise à Grand'Combe-Châteleu.
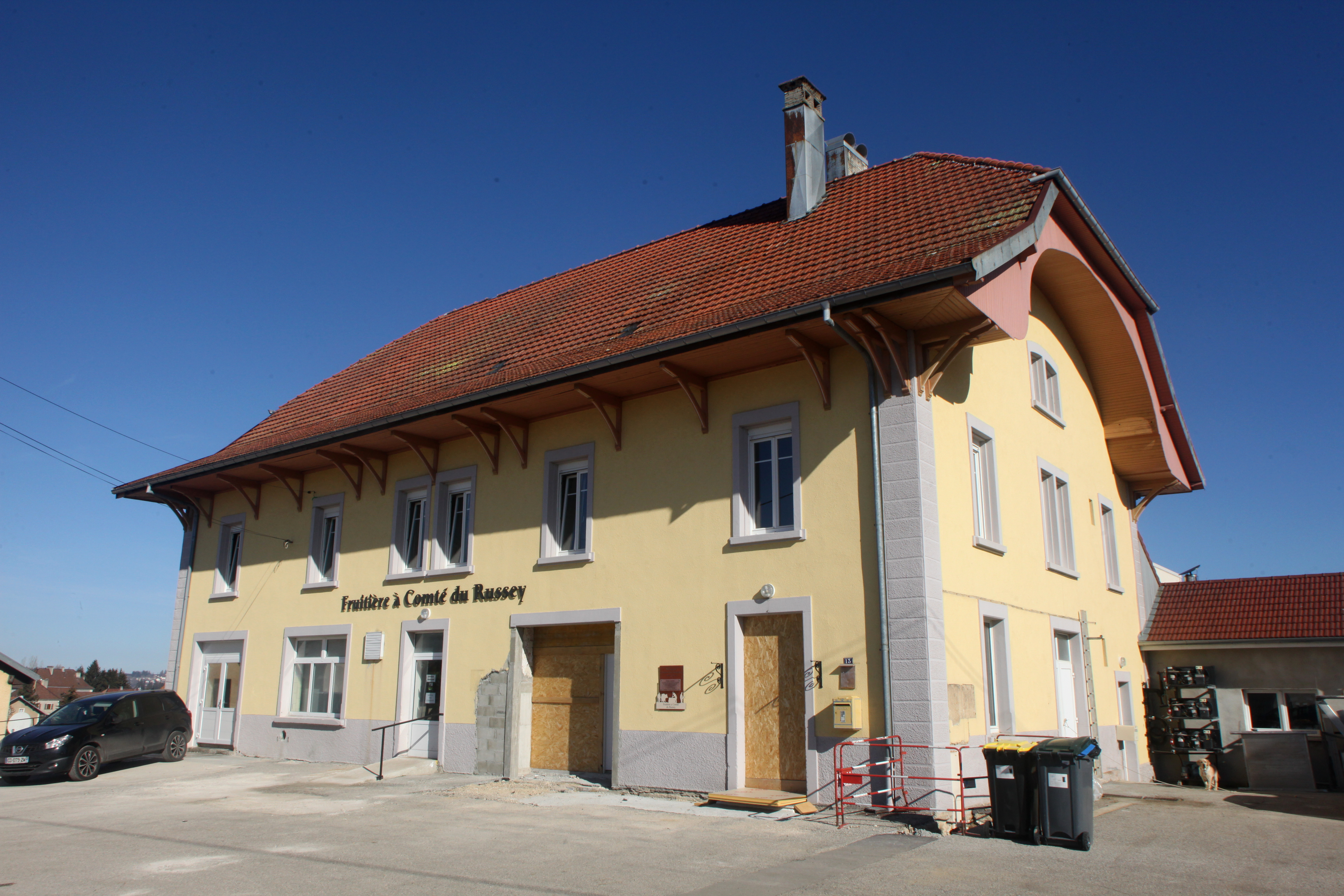
Fruitière au Russey.
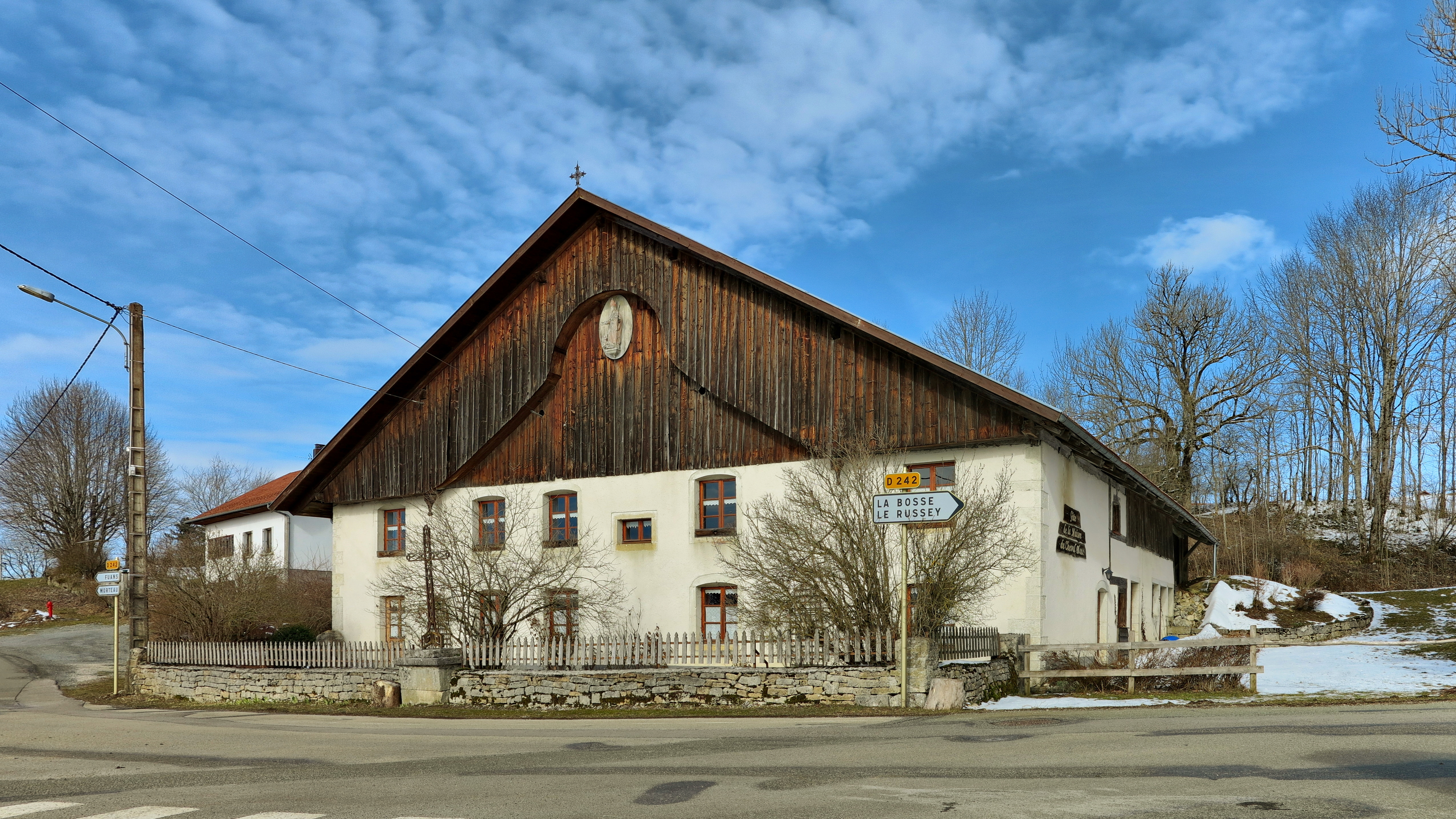
Maison du Cheval Blanc au Bélieu.
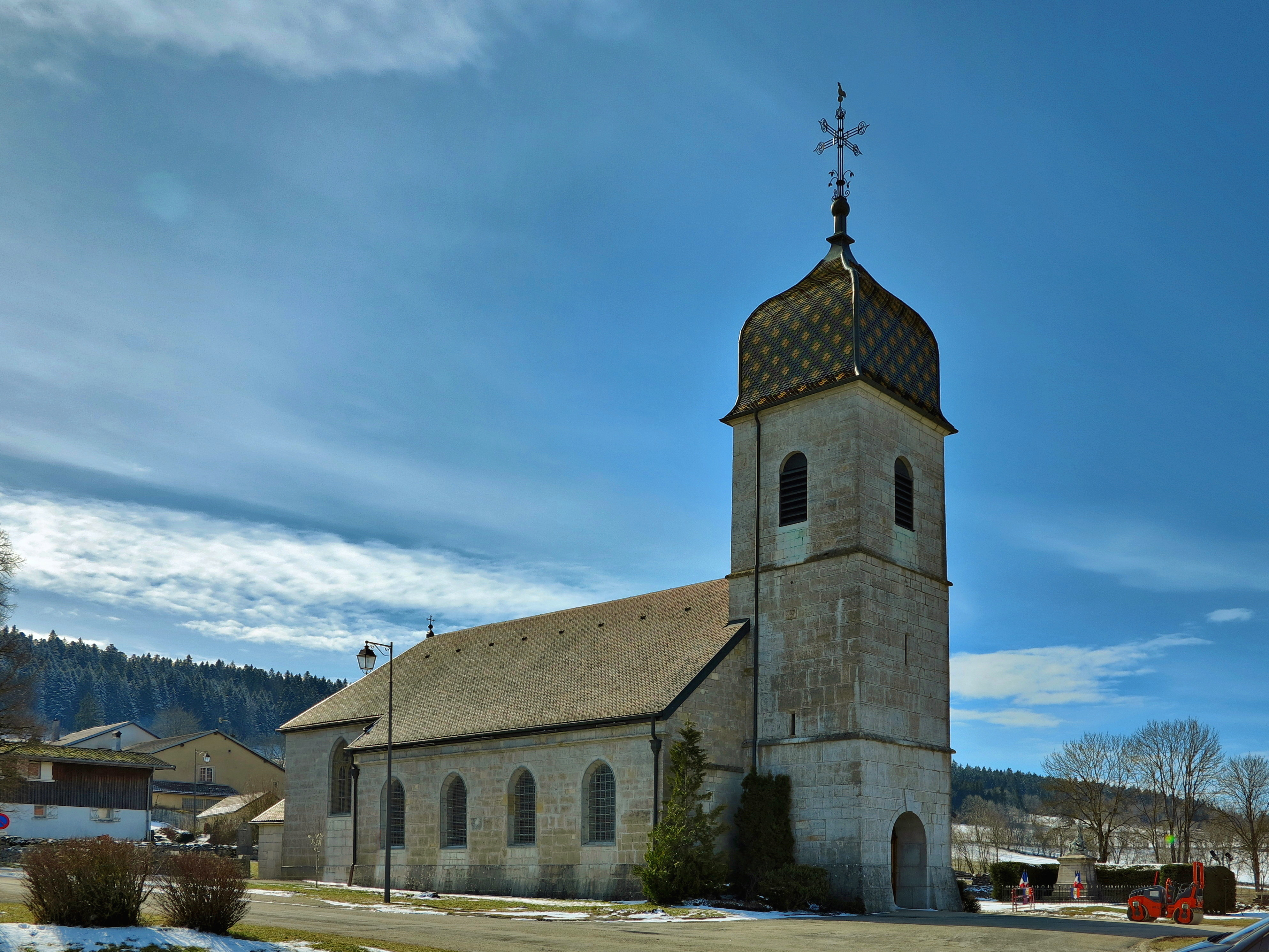
Église à clocher comtois de Noël-Cerneux.

### Monuments et sites touristiques
Le site touristique majeur du parc naturel est le Saut du Doubs, une chute d'eau de 27 mètres qui attire chaque année entre 100 000 et 200 000 visiteurs.

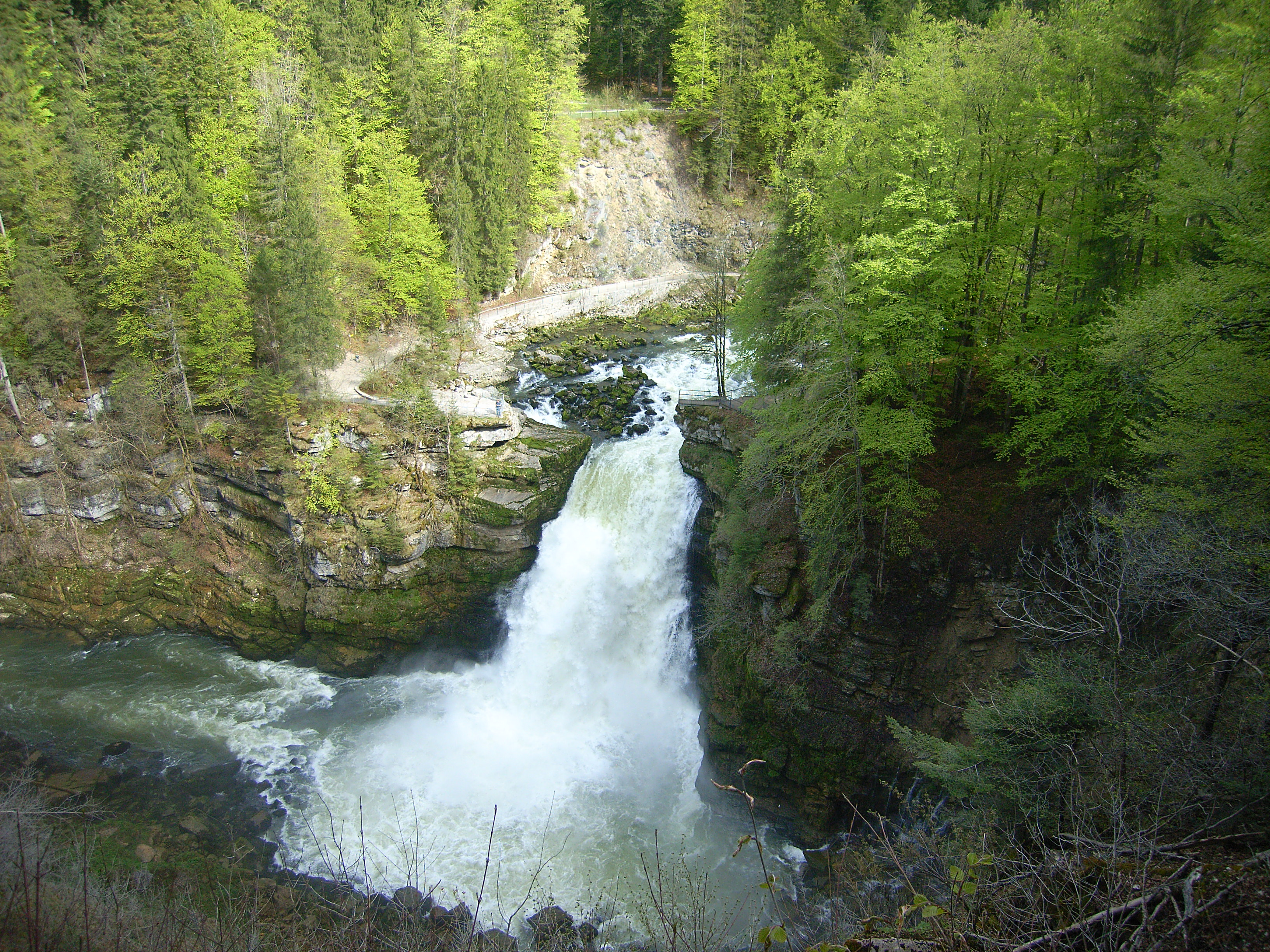
Le Saut du Doubs.
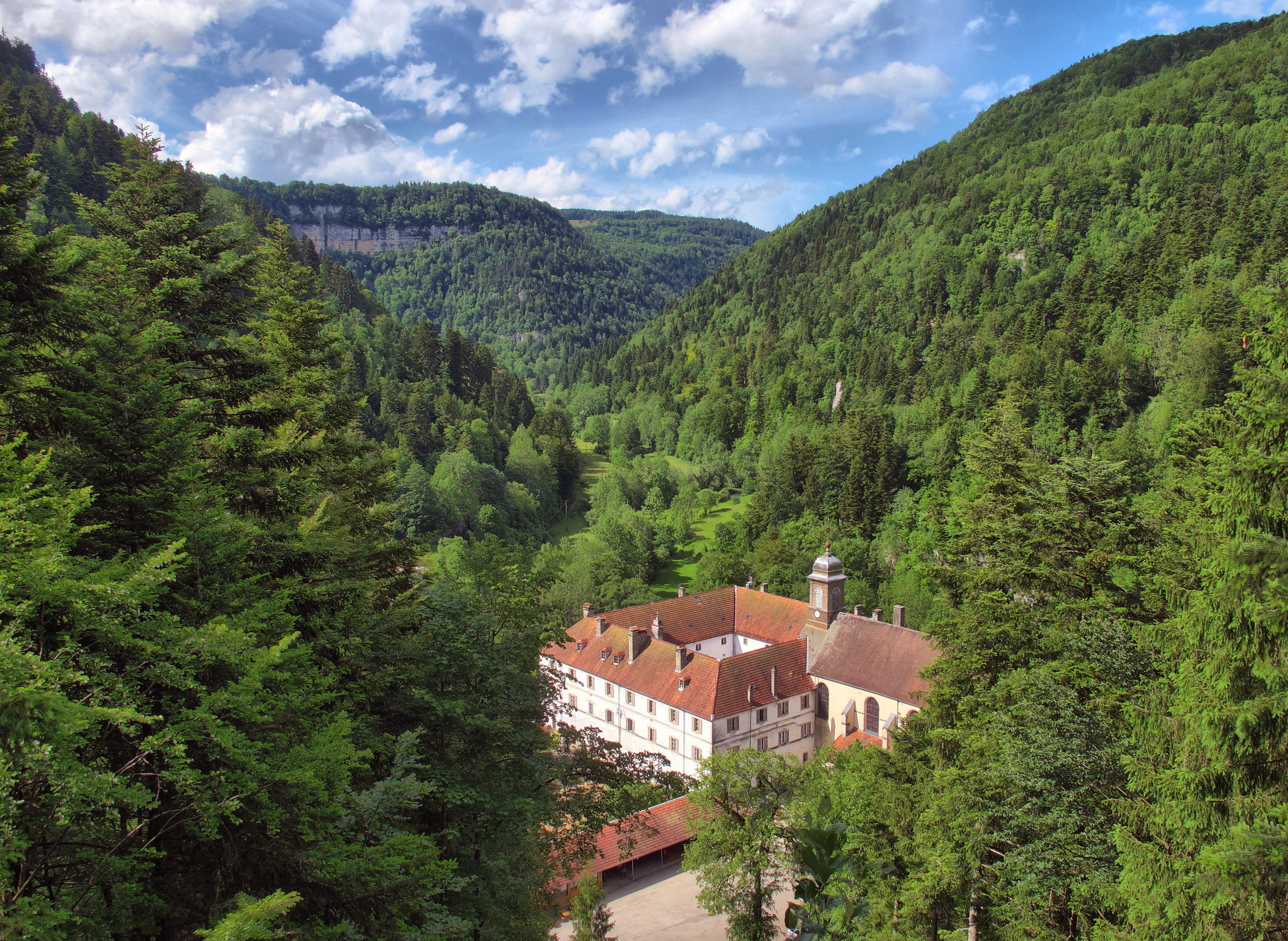
Le Cirque de Consolation.
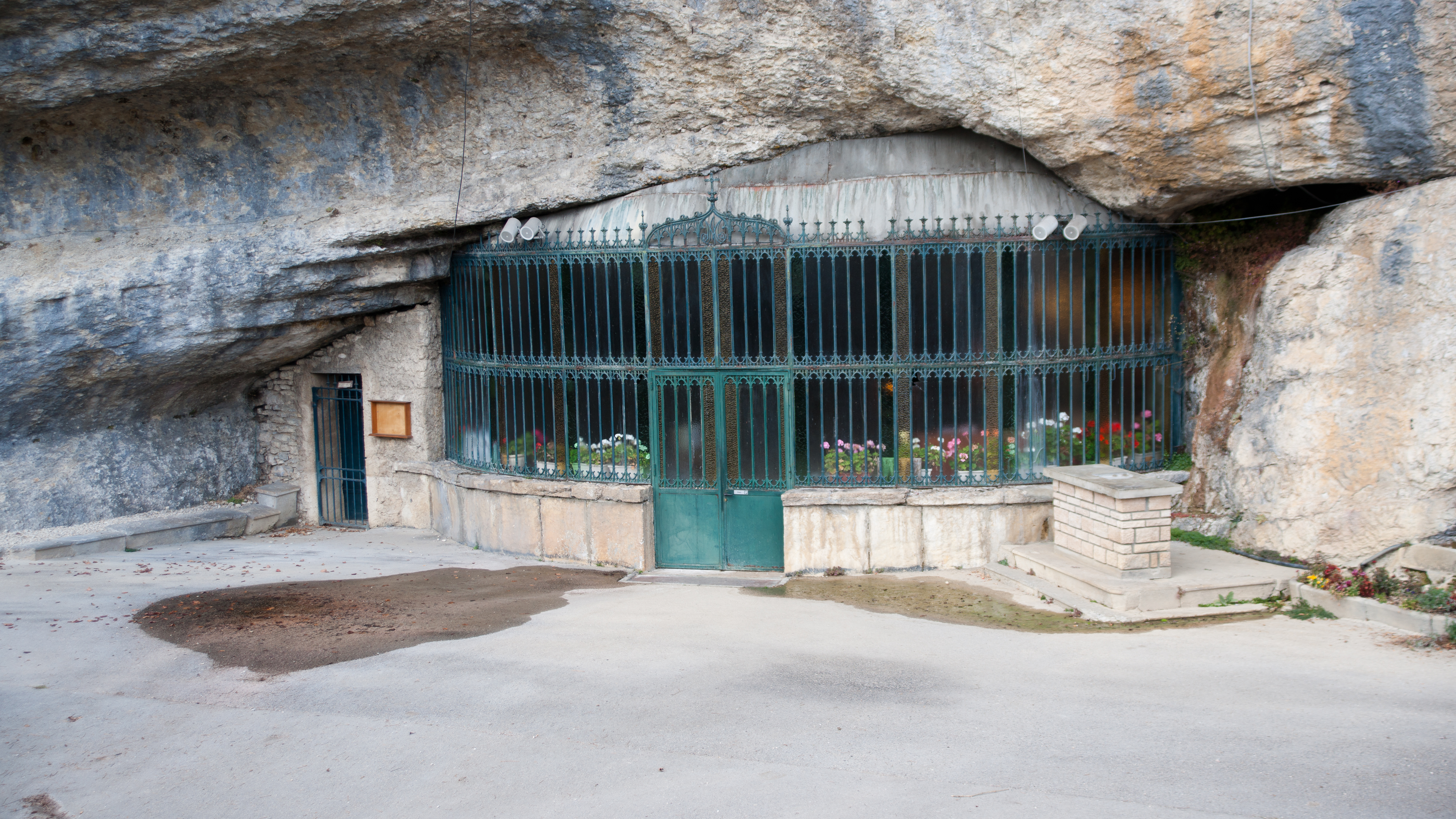
La grotte-chapelle de Remonot.
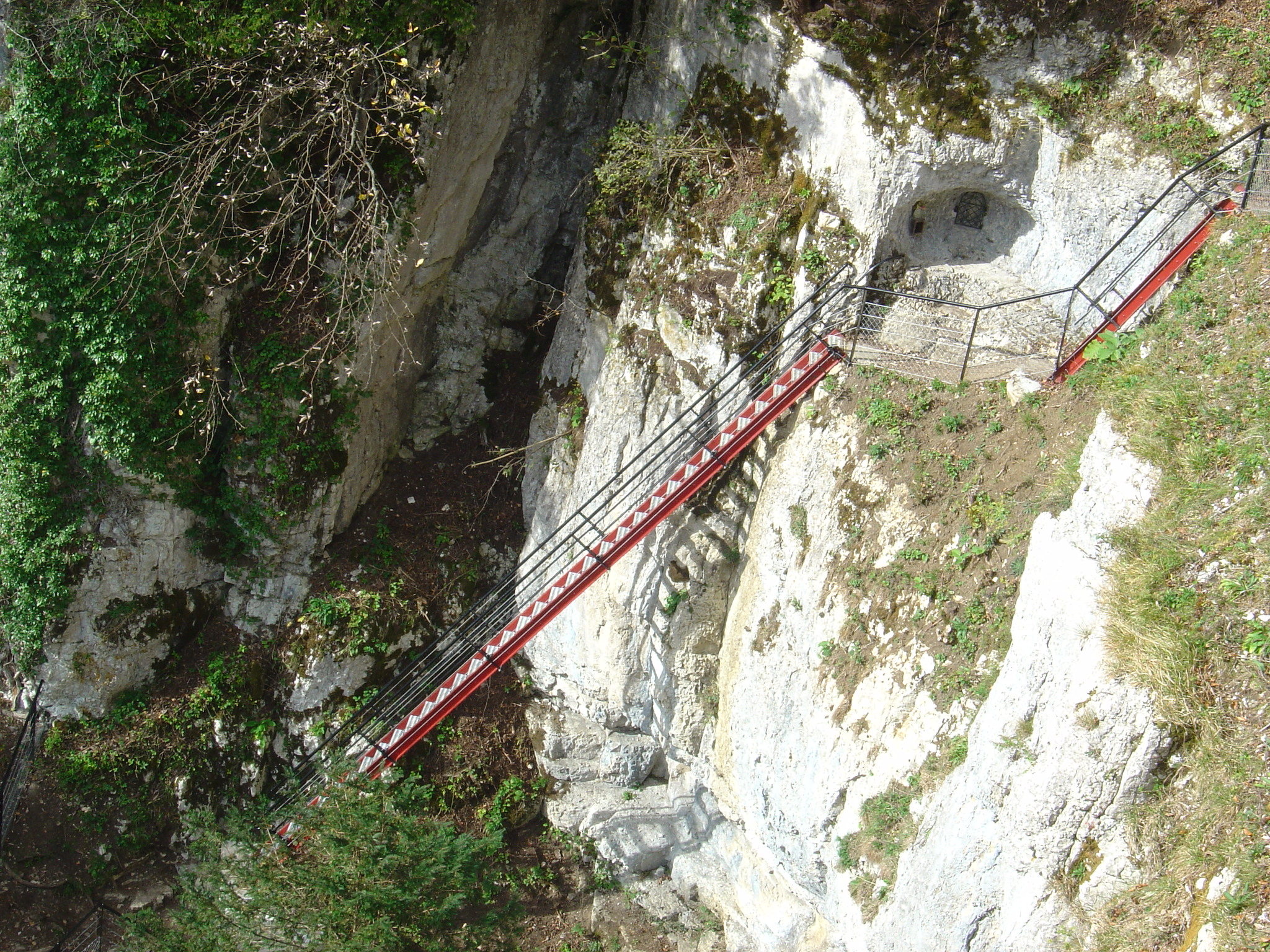
Les Échelles de la mort.

#### Sites inscrits et classés
Le parc compte dix sites classés : le site de Gigot à Bretonvillers et Plaimbois-du-Miroir, les grottes et le château de la Roche à Chamesol, les rochers de la Cendrée à Charquemont, les gorges de Remonot aux Combes, le trésor et les grottes de Remonot aux Combes, le col des Roches à Villers-le-Lac, les bassins et le saut du Doubs à Villers-le-Lac, le défilé d'Entre-Roches à La Longeville et à Ville-du-Pont, le tilleul de Loray, le château de Montjoie à Montjoie-le-Château.
Le parc compte également 16 sites inscrits : les roches du Bourbet aux Bréseux, le point de vue de la Corniche de Goumois à Charmauvillers, les échelles et rochers de la Mort à Charquemont, le signal de Greuresse à Charquemont, le défilé du Coin de la Roche (communes des Combes et de Grand'Combe-Chateleu), les rochers de la Roche Fleurie (communes des Combes et de Grand'Combe-Chateleu), l'église et le cimetière de Vaufrey, le cirque de Consolation à Consolation-Maisonnettes, la corniche de Goumois (communes de Goumois et Fessevillers), le bassin de Chaillexon à Villers-le-Lac, les grottes de l'Ermitage à Mancenans-Lizerne, la cascade de Waroly à Mancenans-Lizerne, la falaise et le ravin de Mouillevillers à Montandon et Saint-Hippolyte, les ruines du moulin des Épais Rochers à Pierrefontaine-les-Varans et Plaimbois-Vennes, le ruisseau du val à Pierrefontaine-les-Varans, les rives du Dessoubre à Rosureux.

#### Monuments historiques

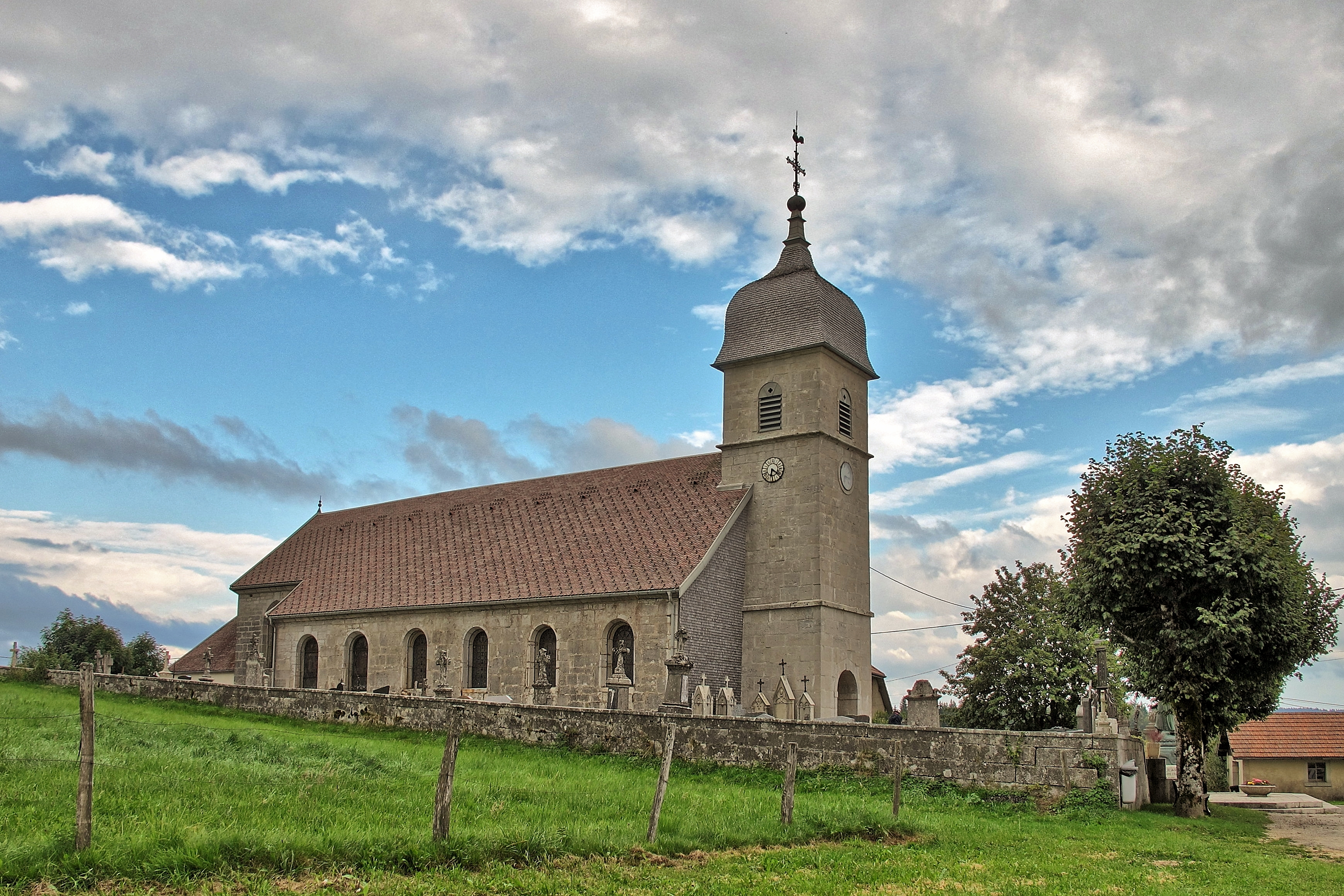
L'église Saint-François-d'Assise du Bélieu
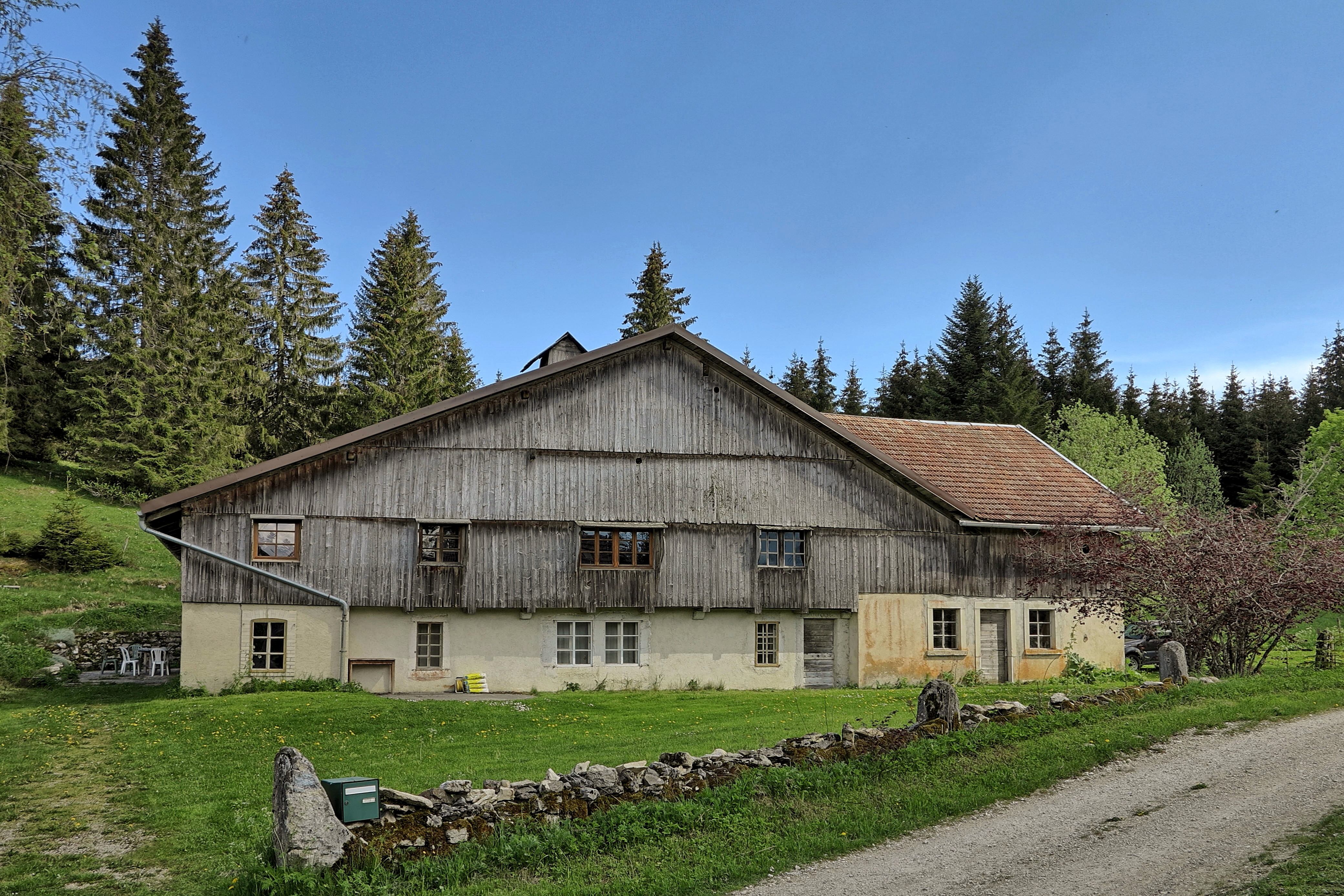
La ferme Cairey-Remonnay à Montlebon
L'hôtel de ville du Russey
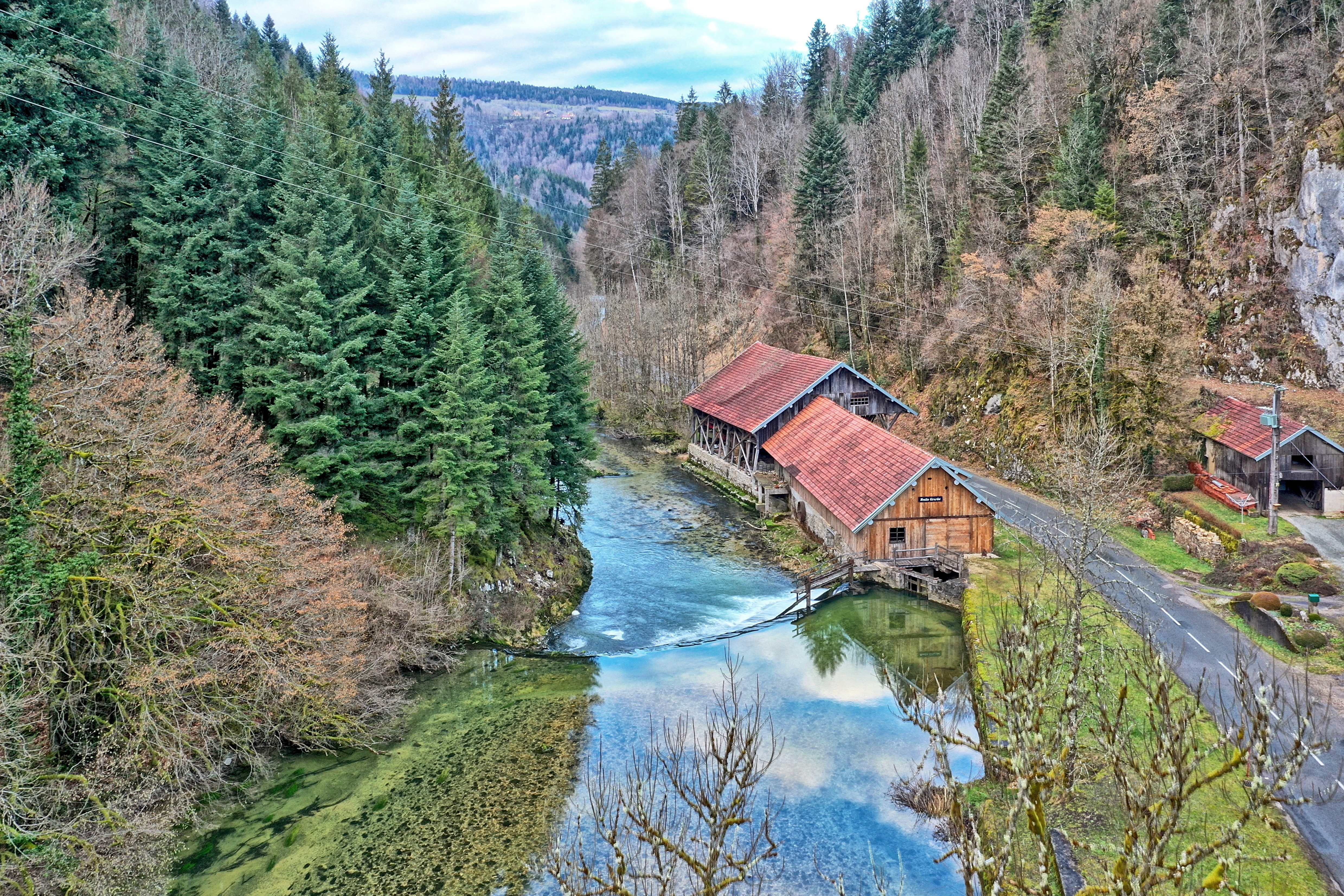
La scierie de Plaimbois-du-Miroir
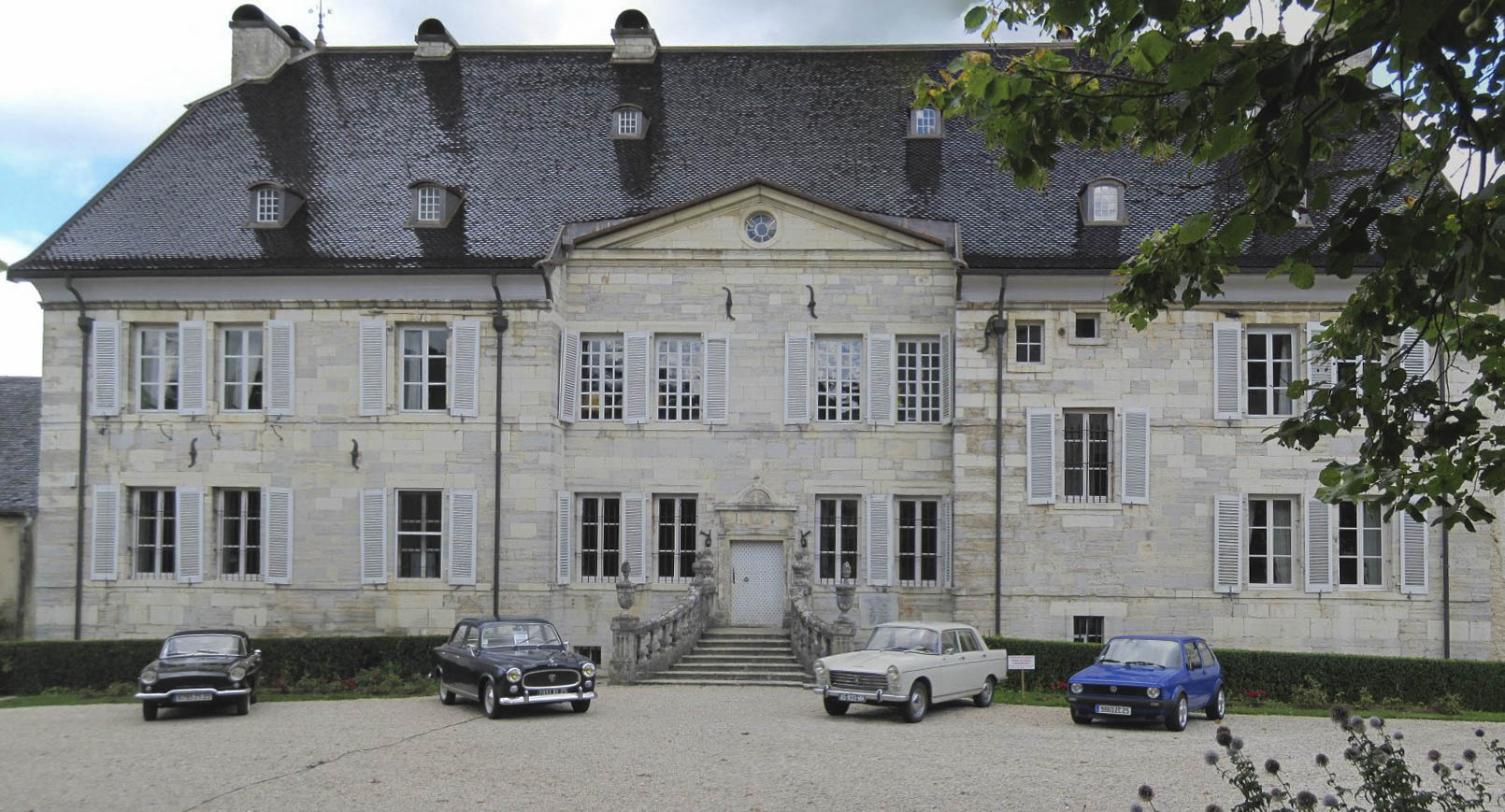
Le château Montalembert de Maîche
L'église Saint-Georges du Bizot

Plusieurs églises du secteur sont protégées au titre des monuments historiques : l'église Saint-Léger de Chaux-lès-Châtillon, la collégiale Notre-Dame de Saint-Hippolyte, l'église Saint-Georges du Bizot, l'église Saint-Pierre de Maîche, l'église Saint-Maurice de Fessevillers, l'église Saint-Antoine de Cernay-l'Église, l'église Notre-Dame-de-l'Assomption de Pierrefontaine-les-Varans, l'église Saint-Sulpice de Laval-le-Prieuré, l'église Saint-François-d'Assise du Bélieu et l'église Notre-Dame-de-l'Assomption de Morteau.
D'autres édifices religieux se retrouvent sur cette liste : la grotte-chapelle de Remonot, le petit séminaire de Consolation, le couvent des Minimes de la Seigne, la chapelle du cimetière de Cour-Saint-Maurice, le couvent des Ursulines de Saint-Hippolyte, la chapelle Saint-Roch d'Urtière, la chapelle Saint-Joseph-aux-Bassots de Villers-le-Lac.
Le patrimoine religieux classés est complété de huit croix : croix du Bélieu, croix de chemin de Bief, croix de cimetière de Chamesol, croix de chemin de Domprel, croix de Flangebouche, croix de Germéfontaine, croix de cimetière de Laval-le-Prieuré, croix de cimetière de Loray.
Un certain nombre de fermes, maisons et immeubles d'habitation sont protégés : maison du Cheval Blanc au Bélieu, ferme de la Verrerie au Bélieu, Maison Sorribès à Belleherbe, maison de justice du Bizot, ferme aux Combes, maison Camboly à Fleurey, fermes à Grand'Combe-des-Bois et à Grand'Combe-Châteleu, ferme Cairey-Remonnay à Montlebon, immeuble à Morteau, maison au 12 grand rue à Saint-Hippolyte, maison des Pourcelot à Vauclusotte, ferme Sur la Roche à Villers-le-Lac, hôtel de Granvelle à Maîche.
Les châteaux de Montalembert à Maîche, de Montjoie-le-Château, et Pertusier à Morteau ainsi que les hôtels de ville de Morteau et du Russey font également partie des édifices civils inscrit ou classés monuments historiques.
La fontaine-lavoir de Loray, la scierie de Plaimbois-du-Miroir et la station préhistorique de Villers-le-Lac complètent la liste des monuments protégés du parc naturel.

### Musées
- Musée de l'Horlogerie de Morteau
- Atelier du forgeron Louis Girard à Grand'Combe-Châteleu
- Fermes-musées du Pays horloger (Ferme Jacquemot) à Grand'Combe-Châteleu
- Musée de la Montre à Villers-le-Lac
- Musée Vie d'antan à Montlebon
- Ferme-musée du Montagnon à Fournets-Luisans
- Musée de la Pince à Montécheroux

### Gastronomie

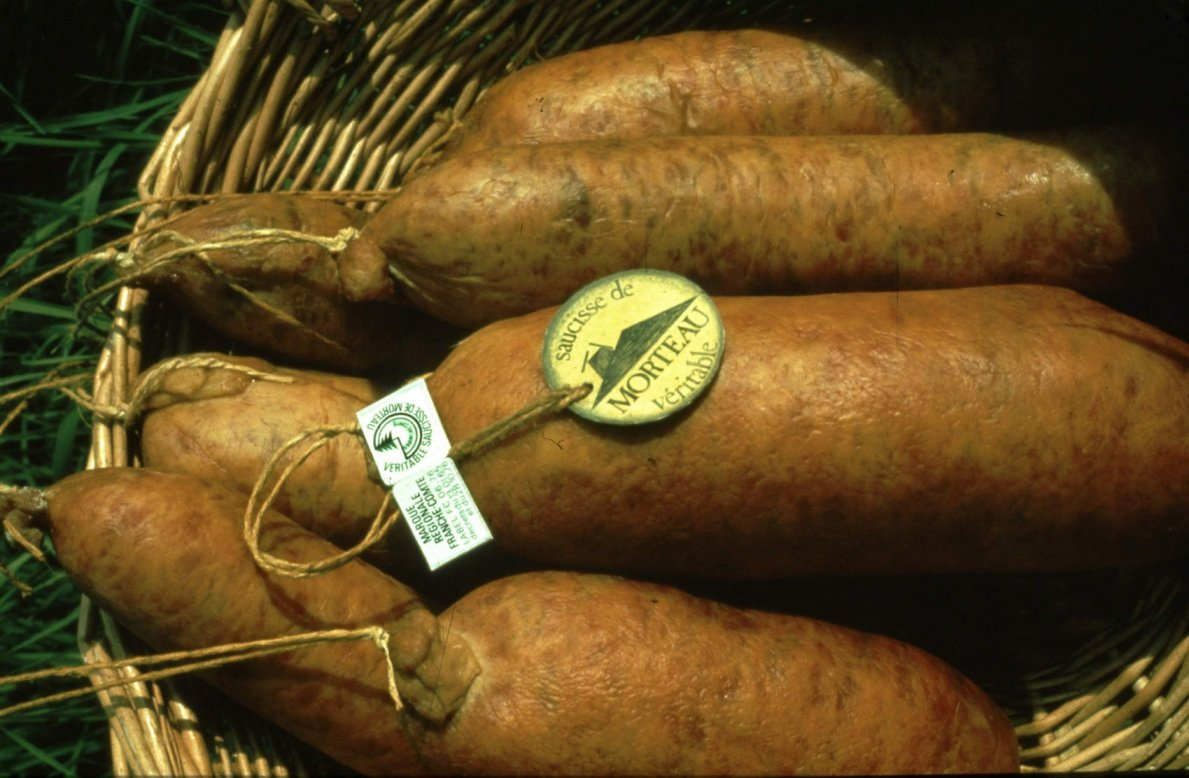
Saucisse de Morteau

- Saucisse de Morteau
- Jambon fumé du Haut-Doubs
- Comté
- Morbier
- Mont d'Or
- Cancoillotte
- Chocolaterie Klaus
- Limonade et sirops Rième